# She's Not Just a Pretty Face
She's Not Just a Pretty Face è un singolo della cantante canadese Shania Twain, pubblicato nel 2003 ed estratto dall'album Up!.

## Tracce
- Maxi CD (Europa)

1. She's Not Just a Pretty Face (Red) - 3:49
2. Thank You Baby! (Live in Chicago) - 4:01
3. When You Kiss Me (Live in Chicago) - 4:08
4. Enhanced: She's Not Just a Pretty Face (Live in Chicago) - Music Video

## Video
Il videoclip della canzone è stato tratto da uno speciale concerto televisivo registrato a Chicago il 27 luglio 2003. La regia dello speciale TV e quindi anche del video è di Beth McCarthy-Miller.